# Ma'aser Sheni
Ma'asser Sheni (hebreo: מעשר שני, literalmente "Segundo diezmo") es el octavo tratado de Seder Zeraim ("Orden de las Simientes") de la Mishná y del Talmud. Tal como los otros tratados de esta "Ordem de la Mishná - excepto el tratado de Brajót - apenas tiene una Guemará en el Talmud de Jerusalén.
Analiza la obligación del Segundo diezmo así como las leyes de Revai. En los días del Templo de Jerusalén, la práctica de separar el Maasser Sheni consistía en la separación de un décimo de la cosecha de un determinado producto agrícola, del primero, segundo, cuarto y quinto año del período agrícola de siete años, con el propósito de llevar ese diezmo para el Templo y ser allí consumido.